# Мангоне, Амедео
Амедео Мангоне (итал. Amedeo Mangone; род. 12 июля 1968, Милан) — итальянский футболист, защитник; тренер. Играл за итальянские клубы «Бари», «Болонья» и «Рома».

## Карьера
Амедео — воспитанник молодёжной системы «Милана», но за основу так и не сыграл. В 1987 году Мангоне перешёл в клуб «Пергокрема» из Серии C2. В 1989 году он переехал в «Сольбиатезе», другой клуб Серии C2. Он покинул клуб в 1993 году, чтобы присоединиться к клубу Серии B «Бари», являясь одним из главных героев продвижения «петушков» в Серию А. В 1996 году он переехал в «Болонью», а три года спустя — в «Рому» за 13 миллиардов лир. В 2001/02 он присоединился к «Парме» (он был включен в сделку: Мангоне, Сергей Гуренко и Паоло Погги в «Парму», Диего Фузер, Салиу Ласиси и Раффаэле Лонго — в «Рому»), а затем провёл сезоны в «Брешиа» и «Пьяченце», закончив свою карьеру в 2005 году.